# 喜欢你我也是 (第四季)
《喜欢你我也是》第四季，是爱奇艺製作的恋爱推理節目，於2023年3月29日起在爱奇艺播出，由张绍刚、张云龙、秦岚、官鸿、徐艺洋、蒋诗萌、张玉安等人组成的“唤醒家族”主持，节目延续了第一至三季《喜欢你我也是》的基本模式，主軸以製作組尋找10位年輕男女在2023年2月起於「喜欢你小屋」（位於成都）中合宿21天，並於其中彼此之間出現的信號進行推理愛情。若主持人猜測正確，則可獲得活力之源宝石一枚。

## 官方簡介
《喜歡你我也是 第四季》由愛奇藝出品的青年社交觀察戀愛治愈系綜藝。第四季以“破茧”为主题。

## 參與者
| 姓名   | 暱稱      | 性別 | 公開之個人資訊                 | 職業                                     | 出生年/入住時年滿/星座        |
| ------ | --------- | ---- | ------------------------------ | ---------------------------------------- | ----------------------------- |
| 潘明骏 | 潘潘/大骏 | 男   |                                | 模特/退役军人                            | （1997年2月24日，26岁）雙魚座 |
| 张睿轩 | 老张      | 男   |                                | 科技类创业公司CEO/投资人                 | （1996年9月23日, 26岁）天秤座 |
| 朱俊畅 | 小朱      | 男   |                                | 体育科技公司创始人/ 全国羽毛球锦标赛冠军 | （1993年1月4日, 30岁）摩羯座  |
| 任如鑫 | 如鑫      | 男   | 第二集扩列房客                 | 画家/国际策展人                          |                               |
| 冯伟   |           | 男   | 第三集扩列房客                 | 主厨                                     |                               |
| 张洋溢 | 洋溢      | 男   | 第三集扩列房客、第四集入住房客 | 飞盘俱乐部创始人                         | （1992年6月29日，31岁）巨蟹座 |
| 张小狮 | 小狮      | 女   |                                | 网红女主播/心理治療冥想師                | （1996年7月31日，26岁）       |
| 于明月 | 小马      | 女   |                                | 品牌创业者/退役军人                      | （1994年7月2日，28岁）巨蟹座  |
| 徐子涵 | 子涵/發發 | 女   |                                | 互联网金融大厂 运营专家                  | （1994年9月13日，28岁）處女座 |
| 秦美   | 大宝      | 女   | 第二集扩列房客                 | 服装品牌主理人/平面模特                  | （24岁）                      |
| 郜幸   | 幸幸      | 女   | 第四集扩列房客、第五集入住房客 | 航空公司管培生                           | (1996年，26岁）天蠍座         |
| 湛嘉丽 | 湛湛      | 女   | 第四集扩列房客                 | 音乐剧演员                               | （26岁）                      |

## 各集內容
| 集數 | 播放日期      | 主題                   |
| ---- | ------------- | ---------------------- |
| 1    | 2023年3月29日 | 你好 素未谋面的理想型  |
| 2    | 2023年4月5日  | 叮咚 扩列而来的你      |
| 3    | 2023年4月12日 | 我是你的理想型吗？     |
| 4    | 2023年4月19日 | 当爱情变量来临时       |
| 5    | 2023年4月26日 | 假如爱有天意           |
| 6    | 2023年5月3日  | 当男生助攻来临时       |
| 7    | 2023年5月10日 | 当女生助攻来临时       |
| 8    | 2023年5月17日 | 拥抱太阳的月亮         |
| 9    | 2023年5月24日 | 太阳和月亮，差一点拥抱 |
| 10   | 2023年5月31日 | 当现实来敲门           |
| 11   | 2023年6月7日  | 告白倒计时             |
| 12   | 2023年6月14日 | 喜欢你 我也是          |

## 外部連結
- 喜欢你我也是的新浪微博